# Адыгозел, Эльвин
Эльвин Адыгозел (азерб. Elvin Adıgözəl; 18 ноября 1989, Касум-Исмаилов, Азербайджанская ССР) — азербайджанский кинорежиссёр, член Европейской киноакадемии.

## Биография
В 2010 году закончил Азербайджанский государственный университет культуры и искусств по специальности «Режиссёр театрального коллектива».
С 2008 по 2010 год работал в «Regional Televisions Company». В 2008 году снял первый короткометражный фильм «Donus» («Возвращение»).
В 2013 году дебютный полнометражный художественный фильм Эльвина Адыгозела «Хамелеон», снятый в соавторстве с Руфатом Гасановым, вошёл в параллельную конкурсную программу «Режиссёры настоящего» Локарнского международного фестиваля.

## Фильмография
- 2008 — «Donus» / «Возвращение»
- 2009 — «She» / «Она»
- 2010 — «Dumanda» / «В тумане». Короткометр. фильм, режиссёр, сценарист. Оператор — Дадаш Адна.
- 2013 — «Хамелеон» / «Chameleon». Полнометр. худ. фильм, режиссёр (совм. с Р. Гасановым)[2][3][4][5][6][7][8]
- 2021 — «Biləsuvar» / «Билясувар»[9]